# Língua de sinais da Zâmbia
A Língua de Sinais da Zâmbia (em Portugal: Língua Gestual da Zâmbia) é a língua de sinais (pt: língua gestual) usada pela comunidade surda da Zâmbia.